# 11ª edizione dei Satellite Awards
L'11ª edizione dei Satellite Award si è tenuta il 18 dicembre 2006.

## Cinema

### Miglior film drammatico
- The Departed - Il bene e il male (The Departed), regia di Martin Scorsese
- Babel, regia di Alejandro González Iñárritu
- Flags of Our Fathers, regia di Clint Eastwood
- Half Nelson, regia di Ryan Fleck
- Little Children, regia di Todd Field
- The Queen - La regina (The Queen), regia di Stephen Frears
- L'ultimo re di Scozia (The Last King of Scotland), regia di Kevin Macdonald

### Miglior film commedia o musicale
- Dreamgirls, regia di Bill Condon
- Il diavolo veste Prada (The Devil Wears Prada), regia di David Frankel
- Little Miss Sunshine, regia di Jonathan Dayton e Valerie Faris
- Thank You for Smoking, regia di Jason Reitman
- Venus, regia di Roger Michell
- Vero come la finzione (Stranger Than Fiction), regia di Marc Forster

### Miglior film in lingua straniera
- Volver, regia di Pedro Almodóvar • Spagna
- Apocalypto, regia di Mel Gibson • Stati Uniti
- La sposa siriana (הכלה הסורית/The Syrian Bride), regia di Eran Riklis • Israele
- I tempi che cambiano (Les temps qui changent), regia di André Téchiné • Francia
- Le vite degli altri (Das Leben der Anderen), regia di Florian Henckel von Donnersmarck • Germania
- Water - Il coraggio di amare (Water), regia di Deepa Mehta • Canada

### Miglior film d'animazione o a tecnica mista
- Il labirinto del fauno (El laberinto del fauno), regia di Guillermo del Toro
- Cars - Motori ruggenti (Cars), regia di John Lasseter
- L'era glaciale 2 - Il disgelo (Ice Age: The Meltdown), regia di Carlos Saldanha
- Giù per il tubo (Flushed Away), regia di David Bowers e Sam Fell
- Happy Feet, regia di George Miller

### Miglior film documentario
- Deliver Us from Evil, regia di Amy Berg
- Jonestown: The Life and Death of Peoples Temple, regia di Stanley Nelson
- Leonard Cohen: I'm Your Man, regia di Lian Lunson
- Una scomoda verità (An Inconvenient Truth), regia di Davis Guggenheim
- U.S.A. contro John Lennon (The U.S. vs. John Lennon), regia di David Leaf
- The War Tapes, regia di Deborah Scranton

### Miglior regista
- Bill Condon – Dreamgirls – ex aequo
- Clint Eastwood – Flags of Our Fathers – ex aequo
- Pedro Almodóvar – Volver
- Stephen Frears – The Queen - La regina (The Queen)
- Alejandro González Iñárritu – Babel
- Martin Scorsese – The Departed - Il bene e il male (The Departed)

### Miglior attore in un film drammatico
- Forest Whitaker – L'ultimo re di Scozia (The Last King of Scotland)
- Leonardo DiCaprio – Blood Diamond - Diamanti di sangue (Blood Diamond)
- Ryan Gosling – Half Nelson
- Joshua Jackson – Aurora Borealis
- Derek Luke – Catch a Fire
- Patrick Wilson – Little Children

### Miglior attrice in un film drammatico
- Helen Mirren – The Queen - La regina (The Queen)
- Penélope Cruz – Volver
- Judi Dench – Diario di uno scandalo (Notes on a Scandal)
- Maggie Gyllenhaal – SherryBaby
- Gretchen Mol – La scandalosa vita di Bettie Page (The Notorious Bettie Page)
- Kate Winslet – Little Children

### Miglior attore in un film commedia o musicale
- Joseph Cross – Correndo con le forbici in mano (Running with Scissors)
- Sacha Baron Cohen – Borat - Studio culturale sull'America a beneficio della gloriosa nazione del Kazakistan (Borat: Cultural Learnings of America for Make Benefit Glorious Nation of Kazakhstan)
- Aaron Eckhart – Thank You for Smoking
- Will Ferrell – Vero come la finzione (Stranger Than Fiction)
- Peter O'Toole – Venus

### Miglior attrice in un film commedia o musicale
- Meryl Streep – Il diavolo veste Prada (The Devil Wears Prada)
- Annette Bening – Correndo con le forbici in mano (Running with Scissors)
- Toni Collette – Little Miss Sunshine
- Beyoncé Knowles – Dreamgirls
- Julie Walters – In viaggio con Evie (Driving Lessons)
- Jodie Whittaker – Venus

### Miglior attore non protagonista
- Leonardo DiCaprio – The Departed - Il bene e il male (The Departed)
- Alan Arkin – Little Miss Sunshine
- Adam Beach – Flags of Our Fathers
- Brad Pitt – Babel
- Donald Sutherland – Aurora Borealis

### Miglior attrice non protagonista
- Jennifer Hudson – Dreamgirls
- Cate Blanchett – Diario di uno scandalo (Notes on a Scandal)
- Abigail Breslin – Little Miss Sunshine
- Blythe Danner – The Last Kiss
- Rinko Kikuchi – Babel
- Lily Tomlin – Radio America (A Prairie Home Companion)

### Miglior sceneggiatura originale
- Peter Morgan – The Queen - La regina (The Queen)
- Pedro Almodóvar – Volver
- Guillermo Arriaga e Alejandro González Iñárritu – Babel
- Luiz Carlos Barreto, Elena Soarez e Andrucha Waddington – Casa de Areia
- Pascal Bonitzer, Laurent Guyot e André Téchiné – I tempi che cambiano (Les temps qui changent)
- Paul Laverty – Il vento che accarezza l'erba (The Wind That Shakes the Barley)

### Miglior sceneggiatura non originale
- William Monahan – The Departed - Il bene e il male (The Departed)
- William Broyles Jr. e Paul Haggis – Flags of Our Fathers
- Bill Condon – Dreamgirls
- Todd Field e Tom Perrotta – Little Children
- Garrison Keillor – Radio America (A Prairie Home Companion)
- Jason Reitman – Thank You for Smoking

### Miglior montaggio
- Mark Helfrich, Mark Goldblatt e Julia Wong – X-Men - Conflitto finale (X-Men: The Last Stand)
- Joel Cox – Flags of Our Fathers
- William Goldenberg e Paul Rubell – Miami Vice
- Virginia Katz – Dreamgirls
- Stephen Mirrione e Douglas Crise – Babel

### Miglior fotografia
- Tom Stern – Flags of Our Fathers
- Ricardo Della Rosa – Casa de Areia
- Philippe Le Sourd – Un'ottima annata - A Good Year (A Good Year)
- Matthew Libatique – The Fountain - L'albero della vita (The Fountain)
- Dante Spinotti – X-Men - Conflitto finale (X-Men: The Last Stand)
- Zhao Xiaoding – La città proibita (Man cheng jin dai huang jin jia)
- Vilmos Zsigmond – Black Dahlia (The Black Dahlia)

### Miglior scenografia
- Henry Bumstead, Richard Goddard e Jack Taylor Jr. – Flags of Our Fathers
- K. K. Barrett – Marie Antoinette
- Eugenio Caballero – Il labirinto del fauno (El laberinto del fauno)
- John Myhre, Tomas Voth e Nancy Haigh – Dreamgirls
- Owen Paterson, Marco Bittner Rosser, Sarah Horton, Sebastian T. Krawinkel e Stephan O. Gessler – V per Vendetta (V for Vendetta)

### Migliori costumi
- Patricia Field – Il diavolo veste Prada (The Devil Wears Prada)
- Jenny Beavan – Black Dahlia (The Black Dahlia)
- Milena Canonero – Marie Antoinette
- Sharen Davis – Dreamgirls
- Chung Man Yee – La città proibita (Man cheng jin dai huang jin jia)

### Miglior colonna sonora
- Gustavo Santaolalla – Babel
- Clint Eastwood – Flags of Our Fathers
- Philip Glass – Diario di uno scandalo (Notes on a Scandal)
- Nathan Johnson – Brick - Dose mortale (Brick)
- Gabriel Yared – Le vite degli altri (Das Leben der Anderen)
- Hans Zimmer – Il codice da Vinci (The Da Vinci Code)

### Miglior canzone originale
- You Know My Name (Chris Cornell), testo e musica di Chris Cornell – Casino Royale
- Listen (Beyoncé), testo e musica di Henry Krieger, Anne Previn, Scott Cutler e Beyoncé Knowles – Dreamgirls
- Love You I Do (Jennifer Hudson ), testo e musica di Henry Krieger e Siedah Garrett – Dreamgirls
- Never Let Go (Bryan Adams), testo e musica di Bryan Adams, Trevor Rabin e Eliot Kennedy – The Guardian - Salvataggio in mare (The Guardian)
- Till the End of Time (DeVotchKa), testo e musica di DeVotchKa – Little Miss Sunshine
- Upside Down (Jack Johnson), testo e musica di Jack Johnson – Curioso come George (Curious George)

### Miglior suono
- Willie D. Burton, Michael Minkler, Bob Beemer e Richard E. Yawn – Dreamgirls
- Anthony J. Ciccolini III, Kevin O'Connell e Greg P. Russell – Il codice da Vinci (The Da Vinci Code)
- José Antonio García, Jon Taylor, Christian P. Minkler e Martín Hernández – Babel
- Steve Maslow, Doug Hemphill, John A. Larsen e Rick Klein – X-Men - Conflitto finale (X-Men: The Last Stand)
- Alan Robert Murray, Bub Asman, Walt Martin, John T. Reitz, David E. Campbell e Gregg Rudloff – Flags of Our Fathers

### Migliori effetti visivi
- John Knoll e Hal T. Hickel – Pirati dei Caraibi - La maledizione del forziere fantasma (Pirates of the Caribbean: Dead Man's Chest)
- Kevin Ahern – Il codice da Vinci (The Da Vinci Code)
- John Bruno – X-Men - Conflitto finale (X-Men: The Last Stand)
- Everett Burrell ed Edward Irastorza – Il labirinto del fauno (El laberinto del fauno)
- Jeremy Dawson e Dan Schrecker – The Fountain - L'albero della vita (The Fountain)
- Dan Glass – V per Vendetta (V for Vendetta)
- Michael Owens, Matthew E. Butler, Bryan Grill e Steve Riley – Flags of Our Fathers

## Televisione

### Miglior serie drammatica
- Dr. House - Medical Division (House, M.D.)
- 24
- Dexter
- Heroes
- Rescue Me
- The Wire

### Miglior serie commedia o musicale
- Ugly Betty
- The Colbert Report
- Entourage
- The Office
- Tutti odiano Chris (Everybody Hates Chris)

### Miglior miniserie
- To the Ends of the Earth, regia di David Attwood
- Bleak House, regia di Justin Chadwick e Susanna White
- Casanova, regia di Sheree Folkson
- Elizabeth I, regia di Tom Hooper
- Thief - Il professionista (Thief), regia di Norman Morrill

### Miglior film per la televisione
- Innocenti omicidi (A Little Thing Called Murder), regia di Richard Benjamin
- Gideon's Daughter, regia di Stephen Poliakoff
- High School Musical, regia di Kenny Ortega
- In from the Night, regia di Peter Levin
- Mrs. Harris, regia di Phyllis Nagy

### Miglior attore in una serie drammatica
- Hugh Laurie – Dr. House - Medical Division (House, M.D.)
- Michael C. Hall – Dexter
- Denis Leary – Rescue Me
- Bill Paxton – Big Love
- Matthew Perry – Studio 60 on the Sunset Strip
- Bradley Whitford – Studio 60 on the Sunset Strip

### Miglior attrice in una serie drammatica
- Kyra Sedgwick – The Closer
- Kristen Bell – Veronica Mars
- Emily Deschanel – Bones
- Sarah Paulson – Studio 60 on the Sunset Strip
- Amanda Peet – Studio 60 on the Sunset Strip
- Jeanne Tripplehorn – Big Love

### Miglior attore in una serie commedia o musicale
- James Spader – Boston Legal
- Stephen Colbert – The Colbert Report
- Steve Carell – The Office
- Ted Danson – Help Me Help You
- Jason Lee – My Name Is Earl
- James Roday – Psych

### Miglior attrice in una serie commedia o musicale
- Marcia Cross – Desperate Housewives
- America Ferrera – Ugly Betty
- Laura Kightlinger – The Minor Accomplishments of Jackie Woodman
- Lisa Kudrow – The Comeback
- Julia Louis-Dreyfus – La complicata vita di Christine (The New Adventures of Old Christine)
- Mary-Louise Parker – Weeds

### Miglior attore in una miniserie o film per la televisione
- Bill Nighy – Gideon's Daughter
- Andre Braugher – Thief - Il professionista (Thief)
- Charles Dance – Bleak House
- Hugh Dancy – Elizabeth I
- Ben Kingsley – Mrs. Harris

### Miglior attrice in una miniserie o film per la televisione
- Judy Davis – Innocenti omicidi (A Little Thing Called Murder)
- Gillian Anderson – Bleak House
- Annette Bening – Mrs. Harris
- Helen Mirren – Elizabeth I
- Miranda Richardson – Gideon's Daughter

### Miglior attore non protagonista in una serie, miniserie o film per la televisione
- Tony Plana – Ugly Betty
- Philip Baker Hall – The Loop
- Michael Emerson – Lost
- Robert Knepper – Prison Break
- Jeremy Piven – Entourage
- Forest Whitaker – The Shield

### Miglior attrice non protagonista in una serie, miniserie o film per la televisione
- Julie Benz – Dexter
- Vanessa L. Williams – Ugly Betty
- Elizabeth Perkins – Weeds
- Jean Smart – 24
- Fionnula Flanagan – Brotherhood - Legami di sangue (Brotherhood)
- Laurie Metcalf – Desperate Housewives

## Altri premi

### Miglior cast in un film
- The Departed - Il bene e il male (The Departed) – Anthony Anderson, Alec Baldwin, Matt Damon, Leonardo DiCaprio, Vera Farmiga, Jack Nicholson, Martin Sheen, Mark Wahlberg, Ray Winstone

### Miglior cast in una serie televisiva
- Grey's Anatomy – Justin Chambers, Eric Dane, Patrick Dempsey, Katherine Heigl, T. R. Knight, Sandra Oh, James Pickens Jr., Ellen Pompeo, Sara Ramírez, Kate Walsh, Isaiah Washington, Chandra Wilson

### Miglior guest star in una serie televisiva
- Jerry Lewis – Law & Order - Unità vittime speciali (Law & Order: Special Victims Unit), episodio: Lo zio (Uncle)

### Auteur Award
- Robert Altman (In memoriam)

### Mary Pickford Award
- Martin Landau

### Nicola Tesla Award
- Richard Donner